# Equívoco
Un equívoco (del latín equivocare, "llamar en sentidos iguales") es una expresión o situación que puede entenderse según varias significaciones o sentidos, por lo que es el oyente o el intérprete quien elige la forma de interpretación del contenido.
Un equívoco que se usa frecuentemente es el "doble sentido", originado en la consideración de un término que tiene más de un significado. No debe confundirse con la anfibología, que es aquella falacia no formal originada en la sintaxis de un texto, y no en el significado equívoco de una palabra. En tanto el equívoco atiende a una sola palabra, la anfibología atiende a un enunciado.
En retórica, el equívoco (o antanaclasis), dentro de las figuras literarias, es una de las figuras de repetición. Consiste en hacer uso del valor polisémico de algunas palabras: se repite el significante (o cuerpo fónico de la palabra) pero en cada aparición el significado es distinto. 
Ejemplos:
La palabra "presa" es equívoca en sí misma y su significado únicamente podremos obtenerlo según el contexto en el que se use:
- Mujer en la cárcel.
- Objeto que busca el cazador.
- Embalse artificial de agua
- Instrumento que se utiliza para sujetar

"Es necesario que traigas las velas para salir a navegar"
Se puede entender "vela" como el bastón de cera, con un núcleo de pabilo, usado para iluminar; o bien, aquella porción de tela útil para acaparar el viento e impulsar una embarcación.
Tu cara de los ángeles tan cara (Gregorio Silvestre).    Retórica
- Cara como faz de una persona
- Cara como adjetivo, en femenino, que determina el precio que se está dispuesto a pagar por algo, es decir, el grado en que se "aprecia" y se valora algo.
- Cara con respecto a una medida de precio derivación del significado anterior.
- Cara como opuesto a "cruz" de una moneda

En este caso se juega con los dos primeros sentidos.
"¿Cómo quieres que vaya de noche a verte si el perro de tu padre sale a morderme?"
En esta frase el equívoco surge del sentido que se le quiera dar a la preposición "de":
- como propiedad de pertenencia física y material de un objeto a un sujeto. (El perro que tu padre tiene en su casa).
- como propiedad perteneciente a un concepto: (tu padre, según el concepto que tiene quien habla, tiene la cualidad "de" ser un "perro")

También en la cultura griega antigua se utilizaban las figuras literarias.